# Sông Hoàng Phố

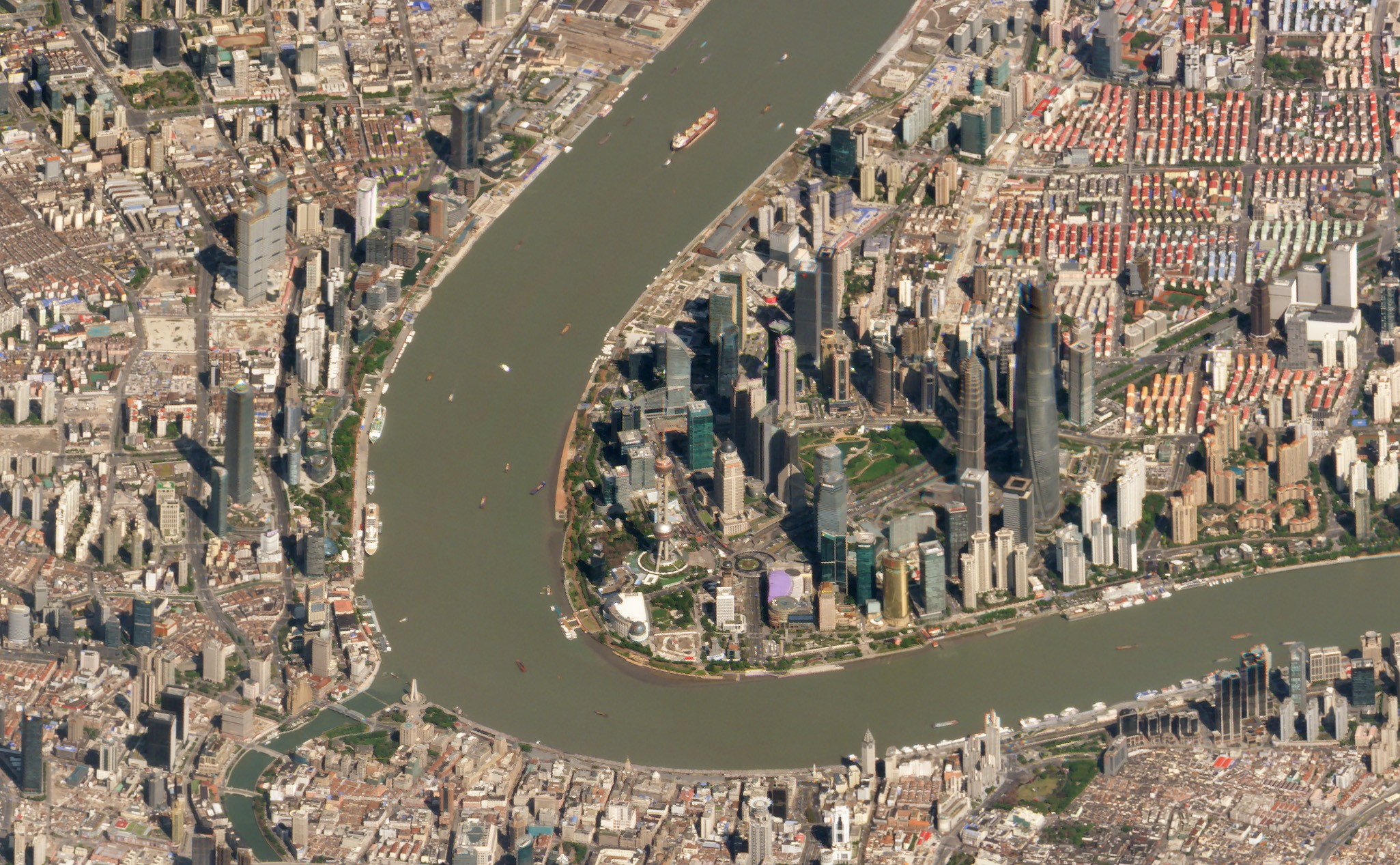
Ảnh vệ tinh của sông Hoàng Phố và Phố Đông

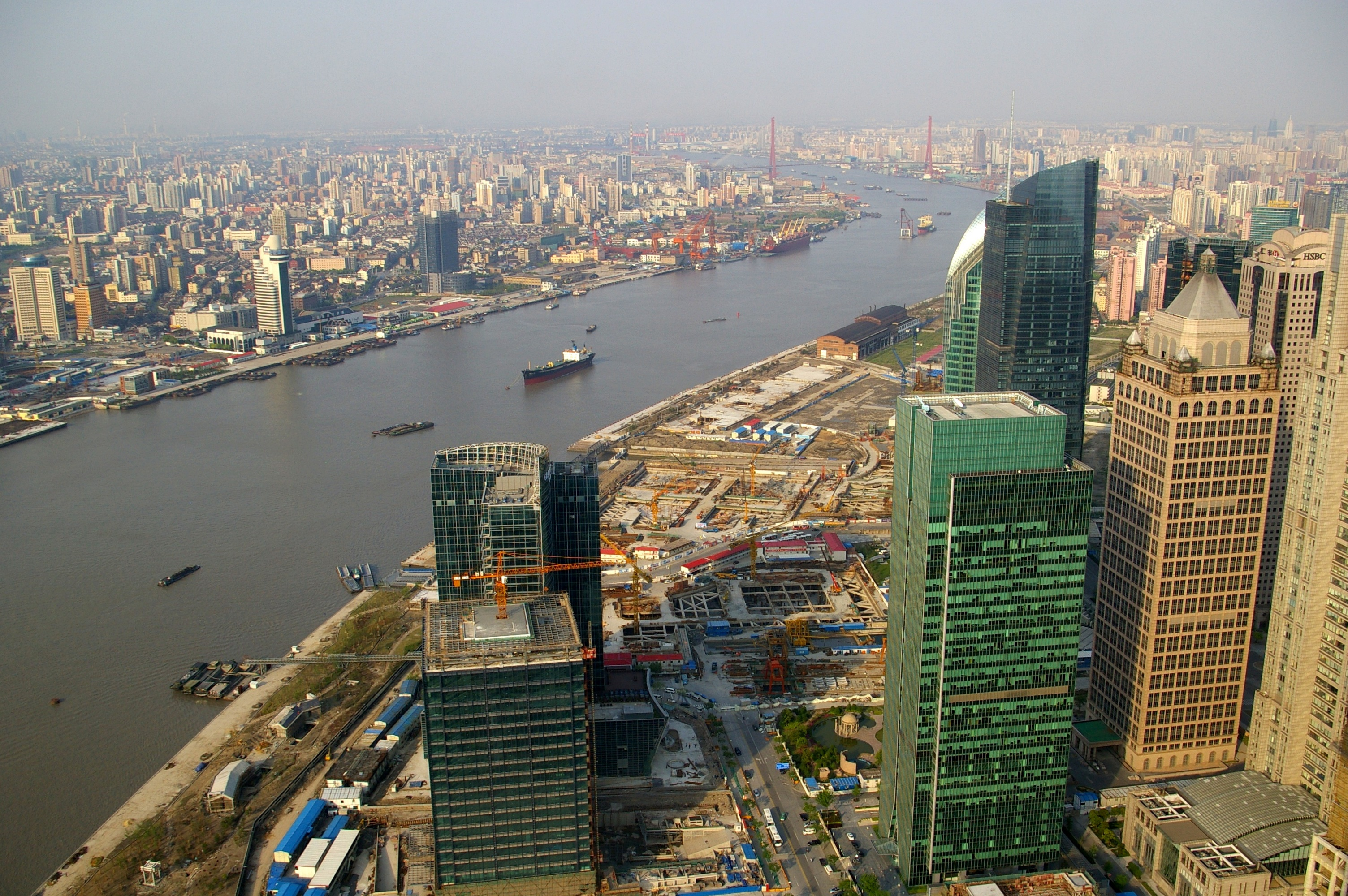

Hoàng Phố (giản thể: 黄浦江; phồn thể: 黃浦江; bính âm: Huángpŭ Jiāng; Wade-Giles: Huang-p'u Chiang; Hán Việt: Hoàng Phố giang; có nghĩa "bến sông vàng") là một con sông dài 97 km ở Trung Quốc, chảy qua Thượng Hải.
Sông Hoàng Phố từng là một chi lưu của sông Tô Châu. Tuy nhiên, ngày nay thì sông Tô Châu đã trở thành nhánh của sông Hoàng Phố.
Sông này rộng trung bình 400 m và sâu 9 m. Đây là nguồn nước uống cho dân Thượng Hải. Sông này chia Thượng Hải ra 2 khu Phố Đông và Phố Tây. Bến Thượng Hải năm dọc theo sông này.